# El Pintor
El Pintor (spanisch für „Der Maler“; Anagramm des Bandnamens Interpol) ist das fünfte Studioalbum der US-amerikanischen  Indie-Rock- und Post-Punk-Band Interpol, das im September 2014 erschien.

## Entstehung und Artwork
Nach 200 Tourkonzerten nach der Veröffentlichung des letzten Albums und dem Ausscheiden des Bassgitarristen Carlos Dengler 2010 benötigte die Band einige Zeit der Neuorientierung, um sich an die Arbeit für ein neues Album zu begeben. Gitarrist Daniel Kessler widmete sich eigenen Projekten und Frontmann Paul Banks veröffentlichte in der Zwischenzeit ein Soloalbum und eine EP unter seinem Synonym Julian Plenti.
Wie auch das Vorgängeralbum Interpol produzierte die Band El Pintor selbst. Aufgenommen und abgemischt wurde das Album in den New Yorker Electric Lady Studios und Atomic Sound Studios von James Brown und Alan Moulder, die bereits mit Nine Inch Nails, The Smashing Pumpkins, U2, The Killers, The Bravery, Björk oder den Foo Fighters gearbeitet haben. Das Mastering der Aufnahmen übernahm Greg Calbi.
Für das Frontcover des Albums – zwei in rotes Licht getauchte klatschende Hände – konnte die Band David Calderley gewinnen, der die ziemlich anspruchsvollen Vorstellungen der Band umsetzte. Als Vorlage für das Cover diente Calderley eine Schwarz-Weiß-Fotografie aus den 1930er Jahren, die durch Wortmarken ergänzt wurden, die in einem Retro-Schriftfont, der serifenlosen Futura von 1927 gesetzt wurden. Das rot-schwarze, grafisch reduzierte Albumcover zeigt große Anlehnung an die Gestaltung des Debütalbums Turn on the Bright Lights.

## Stil
Nachdem das letzte Album Interpol musikalisch kritisiert und kommerziell hinter dem Erfolg der ersten Alben geblieben ist, greift die Musik von El Pintor wieder auf bewährte Konzepte, als „Rückkehr zur alten Form“ zurück. Viele der Songs sind geprägt von den exakt durchkonstruierten Gitarrenriffs Kesslers und der eindringlichen, meist melancholischen Stimme Paul Banks, die besonders in der Anfangszeit der Band mit Ian Curtis verglichen wurde, sich aber längst zu einem eigenständigen Markenzeichen der New Yorker Band entwickelt hat. Die Melodien sind im Vergleich zu früheren Werken „[o]rchestraler, [fast] sakraler [...] produziert“. Einzelne Songs des Albums bedienen sich heute Elementen des HipHops und Free Jazz. Dennoch wird das Gesamtwerk von der Musikkritik als „monochromer Post-Punk“ charakterisiert.

## Veröffentlichung und Promotion
Zum charakteristischen Understatement der Band gehören außergewöhnliche Orte für die Präsentation ihrer Alben. El Pintor wurde in der Halle des ägyptischen Tempels von Dendur im Metropolitan Museum of Art am 2. September 2014 der Öffentlichkeit vorgestellt. Die Erstveröffentlichung erfolgte schließlich am drei Tage später bei Soft Limit Records. Das Album erschien in seiner Originalausführung als CD (Katalognummer: SOFTLIMIT01CD) und LP (Katalognummer: O26A007010) sowie zum Download. Am 15. April 2016 erschien eine Remixvariante des Album (Katalognummer: SOFTLIMIT01).
Im Rahmen der Vermarktung des Albums arbeitete Interpol Ende 2014 mit dem Streetart-Künstler Shepard Fairey zusammen, der für zwei Graffiti an einem Haus in Williamsburg, Brooklyn (North 7th Street und Driggs Avenue) das Artwork des Albums umsetzte und eine Reihe von signierten grafischen Drucken herstellte, die im Vorverkauf des Albums angeboten wurden. Für das Graffito verwendete Fairey den Titel der Single Everything is Wrong und schuf in Anlehnung an den Namen des Albums zwei Anagramme – The very growing sin und Every wrong insight –, die die Wandbilder ergänzen.

## Titelliste
| Nr.          | Titel                  | Autor(en)                                | Gastmusiker                                  | Länge |
| ------------ | ---------------------- | ---------------------------------------- | -------------------------------------------- | ----- |
| 1.           | All the Rage Back Home | Paul Banks, Daniel Kessler, Sam Fogarino | Brandon Curtis (Keyboard)                    | 4:22  |
| 2.           | My Desire              | Paul Banks, Daniel Kessler, Sam Fogarino | Brandon Curtis (Keyboard)                    | 5:00  |
| 3.           | Anywhere               | Paul Banks, Daniel Kessler, Sam Fogarino | Brandon Curtis (Keyboard)                    | 3:12  |
| 4.           | Same Town, New Story   | Paul Banks, Daniel Kessler, Sam Fogarino | Brandon Curtis (Keyboard)                    | 4:09  |
| 5.           | My Blue Supreme        | Paul Banks, Daniel Kessler, Sam Fogarino | Brandon Curtis (Keyboard)                    | 3:09  |
| 6.           | Everything Is Wrong    | Paul Banks, Daniel Kessler, Sam Fogarino | Brandon Curtis (Keyboard)                    | 3:32  |
| 7.           | Breaker 1              | Paul Banks, Daniel Kessler, Sam Fogarino | Brandon Curtis (Keyboard)                    | 4:13  |
| 8.           | Ancient Ways           | Paul Banks, Daniel Kessler, Sam Fogarino | Brandon Curtis (Keyboard)                    | 3:00  |
| 9.           | Tidal Wave             | Paul Banks, Daniel Kessler, Sam Fogarino | Roger Joseph Manning Jr. (Keyboard)          | 4:17  |
| 10.          | Twice As Hard          | Paul Banks, Daniel Kessler, Sam Fogarino | Brandon Curtis (Keyboard); Rob Moose (Viola) | 4:56  |
| Gesamtlänge: | Gesamtlänge:           | Gesamtlänge:                             | Gesamtlänge:                                 | 39:50 |

Der Bonustitel The Depths (4:08) ist nur beim Erwerb des Albums über iTunes erhältlich. Die Target Deluxe Edition enthält darüber hinaus das Lied Malfeasance (4:36) und die Liveversion von Slow Hands (3:18) vom zweiten Interpol-Album Antics, aufgenommen in der Brixton Academy. Bei diesem Liveauftritt unterstützte Bassgitarrist Brad Truax die Band, während nach dem Ausscheiden von Carlos Dengler bei den Studioaufnahmen zu El Pintor Frontmann Paul Banks den Part des Bassgitarristen übernahm.

### Singleauskopplungen
Als erste Single des Albums wurde am 12. August 2014 All the Rage Back Home  veröffentlicht.
Die am 25. November 2014 veröffentlichte zweite Singleauskopplung Everything Is Wrong wird als Bonus am 18. April 2015, zusammen mit der B-Seite What is What auf Vinyl veröffentlicht. Das Plattencover gestaltete Shepard Fairey, der bereits im Herbst 2014 in Brooklyn mit der Band zusammengearbeitet hat.
Ende Januar 2015 kündigte die Band die dritte Auskoppelung aus dem Album an: Am 9. März 2015 erscheint die Single Anywhere.

### Videoveröffentlichungen
Vor dem offiziellen Plattenrelease veröffentlichte Interpol am 7. Juli 2014 zusammen mit der Singleauskoppelung All The Rage Back Home einen Videozusammenschnitt auf der Internetseite der Band, den der Frontsänger Paul Banks zusammen mit Sophia Peer zusammengestellt hatte. Am 17. September 2014 wurde als zweites Video des El Pintor- Albums das von Paul Banks produzierte Twice As Hard-Video veröffentlicht, das thematisch Szenen in einem Boxstudio aufgreift. Das Video zu der im November 2014 veröffentlichten Single Everything Is Wrong wurde in Zusammenarbeit von Carlos Puga mit Paul Banks hergestellt und am 22. Januar 2015 veröffentlicht.

## El Pintor Tour

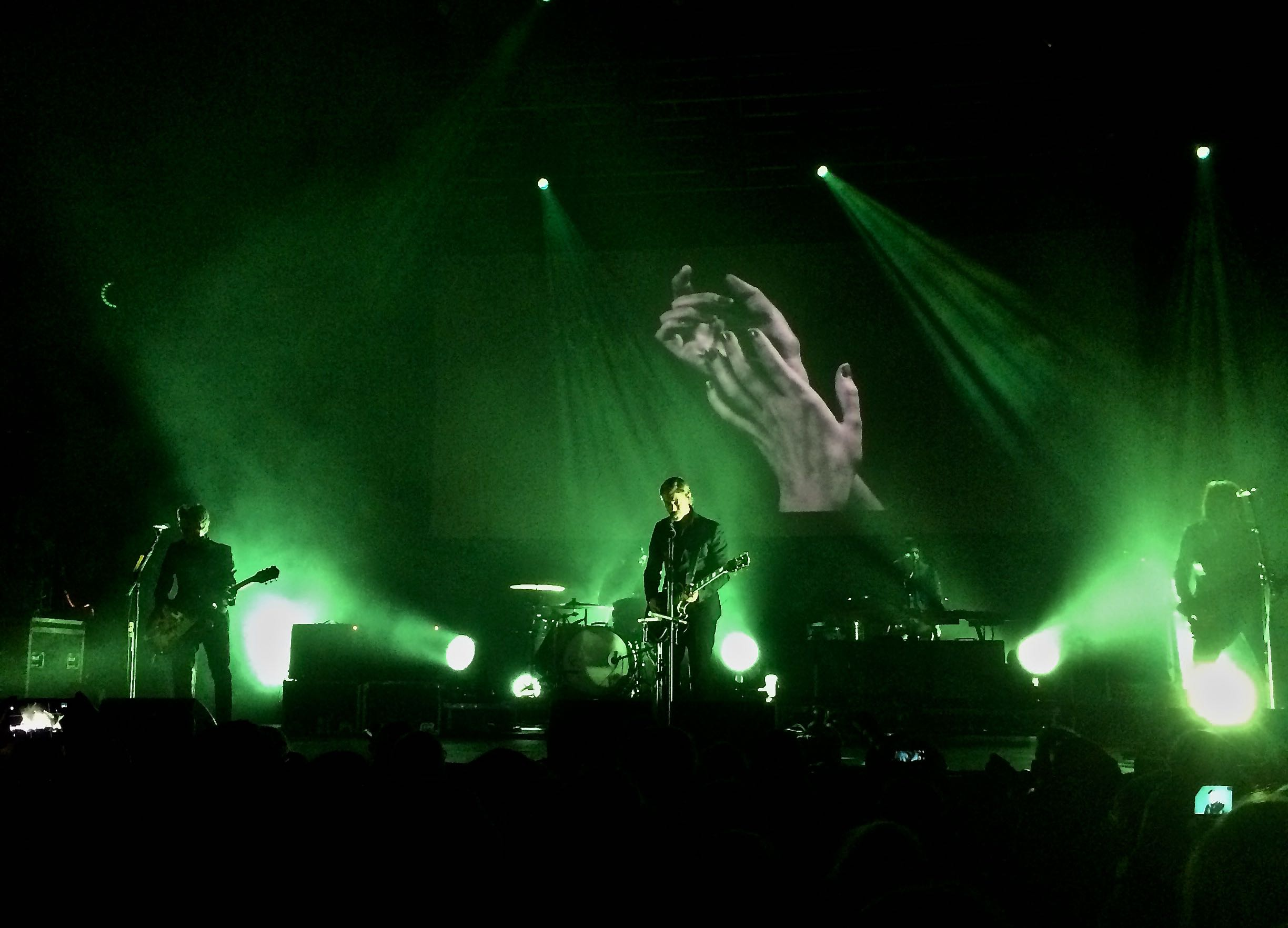
Interpol auf El Pintor Tour, Palladium (Köln) (Januar 2015)

Den Auftakt zu der Releasetour spielte Interpol am 25. Juli 2014 in Byron Bay in Australien. Anfang August begab die Band sich bis Ende 2014 auf Nordamerika-Tournee. Während der Tour steckte die Band am 18. bis 20. November über 50 Stunden nach einem Schneesturm in der Nähe von Buffalo im Tourbus fest und musste daraufhin drei Konzerte in Toronto und Boston absagen.
Im Januar und Februar 2015 führte die Europatour Interpol für zwei Konzerte auch nach Köln und Berlin. Als Supportact begleitete die Noise-Rock-Band Health Interpol auf einigen Konzerten. Bevor die Band im Sommer 2015 weltweit einige Openair-Konzerte und Festivals spielt, folgte im Frühjahr 2015 der zweite Teil der Amerika-Tour.

## Rezeption
Das erste Album nach dem Ausstieg von Carlos Dengler wurde von der Plattenkritik überwiegend positiv aufgenommen. Einzelne Kritiker sehen in der Platte eine Rückbesinnung auf die Musik der ersten Jahre der Bandgeschichte, wobei die Bewertung darüber subjektiv zwischen Erleichterung, Begeisterung und Einfallslosigkeit stark schwankt.
- laut.de:

„Der Indierock setzt auch 2014 zu Höhenflügen an. "El Pintor" präsentiert die Retro-Heads von Interpol in nicht erwarteter Bestform, denn der Abgang von Bassist Carlos Dengler trieb den Fans Sorgenfalten auf die Stirn. Völlig unbegründet: Live-Nachfolger David Pajo sorgt für viel frischen Wind, wohingegen Paul Banks auf dem Album den Bass eindengelt. In[s]gesamt kehren Interpol zurück zu ungebremster Spielfreude. Besonders Daniel Kesslers krätziges Gitarrenspiel sorgt für reichlich Höhepunkte. Scheinbar längst dahingesiechte britische Postpunk-Strukturen feiern in den Händen der New Yorker eine dynamisch inszenierte Wiederauferstehung.“

2014 kürte das Online-Magazin El Pintor zum zweitbesten Album des Jahres.
- Frédéric Schwilden auf welt.de:

„Das Klangspektrum ist weiter geworden. Orchestraler, sakraler, größer produziert. Beats wie im Hip-Hop. Nach fünf Alben aber merkt man: Die Melodien gehen ihnen langsam aus. ... Die typischen Pianodoppelungen hat man auch schon früher gehört. Interpol-typisch, kann man das nennen. Einfallslos aber auch.“

- Oliver Götz, musikexpress.de:

„El Pintor ist die ausgemachte Gitarren-Platte der Gitarren-vor-mächtigen-Soundkulissen-Band Interpol, weil sie neben Daniel Kesslers durchweg sehr prägnanten Riffs geprägt wird von einer unermüdlichen, stellenweise regelrecht formulierungswütigen, ja exzentrischen (Same Town, New Story) Leadgitarre, wie wir das von Televisions Meisterwerk Marquee Moon kennen. Als müsste sie Paul Banks, der einmal mehr eher vage und mysteriös von düsteren Zuständen der Vereinsamung, Bedrängnis und des Vertrauensverlustes dröhnt, zur Seite stehen, ihn beweinen, jedes dunkle Gefühl für ein paar geflügelte Noten nachhalten.“

- Jan Wigger, Spiegel Online:

„El Pintor klingt in jeder Sekunde nach Interpol, nutzt sich nur sehr langsam ab, und mit Tidal Wave gibt es auch wieder den beliebten Übersong.“

## Chartplatzierungen
El Pintor avancierte zum Top-10-Erfolg in den Vereinigten Staaten (Rang 7) und dem Vereinigten Königreich (Rang 9).
| ChartsChartplatzierungen       | Höchstplatzierung | Wochen |
| ------------------------------ | ----------------- | ------ |
| Deutschland (GfK)              | 11 (3 Wo.)        | 3      |
| Österreich (Ö3)                | 13 (3 Wo.)        | 3      |
| Schweiz (IFPI)                 | 11 (3 Wo.)        | 3      |
| Vereinigte Staaten (Billboard) | 7 (5 Wo.)         | 5      |
| Vereinigtes Königreich (OCC)   | 9 (3 Wo.)         | 3      |